# Katy Rose
Katy Rose, nome d'arte di Kathryn Rosemary Bullard (Redondo Beach, 27 gennaio 1987), è una cantante statunitense.

## Biografia
Nata a Redondo Beach, è cresciuta a Tarzana, in California.
Il suo album di debutto, Because I Can, è stato realizzato negli USA il giorno del suo diciassettesimo compleanno, il 27 gennaio 2004, che includeva canzoni come Lemon e Teachin' Myself to Dream. Una terza canzone, Overdrive, è stata inserita nel film Mean Girls ed è stata estratta con successo come singolo. Questo primo album, dalle sonorità pop, spaziava però tra i generi grunge e lounge.
Dopo aver scritto circa 50 canzoni, ne ha selezionate solo alcune per inserirle nel suo secondo album, Candy Eyed, pubblicato il 4 giugno 2007.

## Discografia

### Album
- 2004 - Because I Can
- 2007 - Candy Eyed
- 2009 - Tangled but True

### Singoli
- 2004 - Overdrive
- 2004 - I Like